# Samuel Tefera
Samuel Tefera (* 23. Oktober 1999 in Midakegn, Oromia) ist ein äthiopischer Leichtathlet, der in Mittelstreckenläufen antritt. 2018 wurde er im Alter von 18 Jahren Hallenweltmeister über 1500 m. Vier Jahre später gelang ihm bei den Titelkämpfen in Belgrad die Titelverteidigung.

## Sportliche Laufbahn
Samuel Tefera trat erstmals 2017 im Alter von 17 Jahren bei den nationalen Meisterschaften im Erwachsenenbereich an. Dort startete er über die 1500 m und belegte in 3:38,30 min den zweiten Platz. Durch dieses Ergebnis konnte er auch bei den Weltmeisterschaften in London über dieselbe Distanz an den Start gehen. Dort scheiterte er allerdings bereits im Vorlauf als Achter in seinem Lauf.
Im Januar 2018 stellte Tefera in Val-de-Reuil in seinem ersten Hallenrennen überhaupt in 3:36,05 min einen neuen U20-Hallenweltrekord auf. Im März ging er dann bei den Hallenweltmeisterschaften in Birmingham erstmals bei internationalen Meisterschaften im Erwachsenenbereich an den Start. Er gewann seinen Vorlauf und konnte anschließend auch das Finale für sich entscheiden. Im Juli belegte er anschließend bei den U20-Weltmeisterschaften in Tampere den fünften Platz in seiner Paradedisziplin.
Im Februar 2019 lief Tefera mit 3:31,04 min einen neuen Hallenweltrekord, der zuvor 22 Jahre lang bestanden hatte. Im Sommer stellte er neue persönliche Bestzeiten über 800 und 1500 Meter auf. Bei den Weltmeisterschaften in Doha erreichte er das Halbfinale, musste dort allerdings aufgeben. 2021 steigerte sich Tefera Anfang Juli in Monaco auf eine Zeit von 3:30,71 min und qualifizierte sich damit zum ersten Mal für die Olympischen Sommerspiele. In Tokio verpasste er Anfang August in 3:37,78 min überraschend den Einzug in das Halbfinale. 2022 gewann er bei den Leichtathletik-Hallenweltmeisterschaften in Belgrad mit Meisterschaftsrekord in 3:32,77 min zum zweiten Mal in Folge Gold über die 1500 Meter vor Olympiasieger Jakob Ingebrigtsen. Im Sommer nahm er in den USA an seinen drittenWeltmeisterschaften in der Freiluft teil. Er erreichte das Halbfinale und erzielte mit dem insgesamt 17. Platz sein bestes WM-Ergebnis.
Anfang Juni 2023 blieb Tefera beim Diamond-League-Meeting in Florenz erstmals unterhalb von 13 Minuten in einem Wettkampf über 5000 Meter. 2024 trat er im März zum dritten Mal bei den Leichtathletik-Hallenweltmeisterschaften an. In Glasgow belegte er im Finale über 1500 Meter den siebten Platz.
2018 wurde Tefera äthiopischer Meister im 1500-Meter-Lauf.

## Wichtige Wettbewerbe
| Jahr                  | Veranstaltung             | Ort                   | Platz                 | Disziplin             | Zeit                  |
| Startet für Äthiopien | Startet für Äthiopien     | Startet für Äthiopien | Startet für Äthiopien | Startet für Äthiopien | Startet für Äthiopien |
| --------------------- | ------------------------- | --------------------- | --------------------- | --------------------- | --------------------- |
| 2017                  | Weltmeisterschaften       | London                | 56.                   | 1500 m                | 3:46,22 min           |
| 2018                  | Hallenweltmeisterschaften | Birmingham            | 1.                    | 1500 m                | 3:58,19 min           |
| 2018                  | U20-Weltmeisterschaften   | Tampere               | 5.                    | 1500 m                | 3:43,91 min           |
| 2019                  | Weltmeisterschaften       | Doha                  | 26.                   | 1500 m                | DNF                   |
| 2021                  | Olympische Sommerspiele   | Tokio                 | 28.                   | 1500 m                | 3:37,78 min           |
| 2022                  | Hallenweltmeisterschaften | Belgrad               | 1.                    | 1500 m                | 3:32,77 min           |
| 2022                  | Weltmeisterschaften       | Eugene                | 17.                   | 1500 m                | 3:37,71 min           |
| 2024                  | Hallenweltmeisterschaften | Glasgow               | 7.                    | 1500 m                | 3:38,10 min           |

## Persönliche Bestleistungen
- 800 m: 1:48,40 min, 20. Juni 2019, Ostrava
- 1500 m: 3:30,71 min, 9. Juli 2021, Monaco
  - 1500 m (Halle): 3:31,04 min, 16. Februar 2019, Birmingham, (Afrikarekord)
  - 3000 m: (Halle): 7:33,80 min, 27. Januar 2024, Astana
- 5000 m: 12:55,78 min, 30. Mai 2024, Oslo